# Ezer Weizman
Ezer Weizman, em hebraico:  עזר ויצמן‎ (Tel Aviv, 15 de junho de 1924 — Cesareia Marítima, 24 de abril de 2005), foi um político israelense. Foi presidente de Israel, de 1993 até 2000. Era sobrinho do primeiro presidente de Israel, Chaim Weizmann.
Além de político, teve uma carreira militar chegando ao posto de comandante da Força Aérea Israelense (1958–1966). Foi também Ministro da Defesa (1977–1980).